# Transports Metropolitans de Barcelona
Con il nome di Transports Metropolitans de Barcelona (in castigliano Transportes Metropolitanos de Barcelona, in italiano Trasporti Metropolitani di Barcellona), abbreviato come TMB, operano le imprese Ferrocarril Metropolità de Barcelona e Transports de Barcelona.
La finalità di TMB è offrire un servizio di trasporto collettivo alla città di Barcellona e a diversi municipi della sua area metropolitana. I suoi predecessori furono Tranvias de Barcelona, Les Tranways de Barcellone e la CGA (Compagnia Generale di Autobus) che fu poi assorbita da TB, nel 1967 si decise di cambiare il nome della società in Transportes de Barcelona visto che la municipalità della città aveva deciso di chiudere il Trasporto elettrico di superficie (Tram).
Nel 1957 con la municipalizzazione furono fuse El Gran Metropolitano de Barcelona (detto anche el Gran Metro) ed El Ferrocarril Metropolitano de Barcelona (detto el Trasversal), dall'unione delle due vecchie società sorse TMB con TB; negli anni 50 e 60 fu creata Transportes Urbans dedicata ai trasporti suburbani, ma che più tardi iniziò a occuparsi anche di promozione immobiliaria.
Nel 1981 furono municipalizzati il Tramvia Blau, la funicolare e il Telefèric de Montjuïc che andarono ad unirsi alle linee della metropolitana di Barcellona. Qualche anno dopo fu municipalizzata anche la funicolare del Tibidabo.

## Linee della metropolitana
La gestione delle linee della metropolitana di Barcellona è suddivisa tra TMB e la società FCG (Ferrocarrils de la Generalitat de Catalunya). Le linee gestite da TMB sono:
| Linea | Capolinea                          | Operatore | Km attuali | Km approvati | Stazioni attuali | Stazioni approvate | Inaugurazione |
| ----- | ---------------------------------- | --------- | ---------- | ------------ | ---------------- | ------------------ | ------------- |
|       | Hospital de Bellvitge - Fondo      | TMB       | 20,700 km  | 29,758 km    | 30               | 38                 | 1929          |
|       | Paral·lel - Badalona Pompeu Fabra  | TMB       | 13,100 km  | 18,466 km    | 17               | 34                 | 1959          |
|       | Zona Universitària - Trinitat Nova | TMB       | 18,400 km  | 20,024 km    | 26               | 36                 | 1924          |
|       | Trinitat Nova - La Pau             | TMB       | 16,700 km  | 18,916 km    | 22               | 26                 | 1926          |
|       | Cornellà Centre - Vall d'Hebron    | TMB       | 19,200 km  | 19,168 km    | 26               | 27                 | 1959          |
|       | Aeroport T1 - Zona Universitària   | TMB       | 19,6 km    | 42,976 km    | 15               | 40                 | 2016          |
|       | La Sagrera - Can Zam               | TMB       | 7,9 km     | 42,976 km    | 9                | 40                 | 2009          |
|       | La Sagrera - Gorg                  | TMB       | 5,6 km     | 38,638 km    | 6                | 34                 | 2010          |
|       | Trinitat Nova - Can Cuiàs          | TMB       | 2,109 km   | -            | 5                | -                  | 2003          |

## Linee automobilistiche
La rete di autobus pubblici gestita da TMB è costituita da quasi un centinaio di linee, suddivise secondo tre tipologie di servizio:
- Nova Xarxa Bus (Nuova Rete Bus) detta anche Xarxa Ortogonal (rete ortogonale): questa rete, in fase di introduzione graduale,[1] è operata da autobus ad alta capacità di trasporto e sfrutta le caratteristiche urbanistiche peculiari dell'Eixample. È composta da un reticolo di linee a lungo raggio che si incrociano in modo perpendicolare, a diverse altezze della città. Le linee di tipo "H" (orizzontali) attraversano la città parallelamente alla linea di costa, le linee di tipo "V" (verticali) seguono la direttrice collina-mare, perpendicolarmente alle linea di costa, mentre le linee di tipo "D" (diagonali) intersecano trasversalmente il reticolo. Questa rete è stata concepita per ottimizzare i punti di interscambio e i tempi di percorrenza, con la creazione di "aree di interscambio" a cui fanno capo sia altre linee automobilistiche che linee di metropolitana (dove presente il servizio). A mano a mano che le nuove linee entrano in servizio, alcune delle linee convenzionali corrispondenti vengono soppresse o modificate in un contesto di ottimizzazione complessiva della rete. A regime, sono previste in tutto otto linee "H", diciassette linee "V" e tre linee "D"[1]. A febbraio 2016 sono operative sedici delle ventotto linee previste dal progetto[1]: sette linee "H", otto linee "V" e una linea "D"[2].
- Rete convenzionale: è costituita da una sessantina di linee a percorso articolato che coprono in modo capillare il resto della città.[2]
- Bus del barri (autobus di quartiere): è costituita da una ventina di linee, operate da autobus di piccola capacità, che effettuano un servizio strettamente locale nell'ambito dei singoli quartieri, completando così la copertura della città.[2]

## Altri mezzi
| Linea | Nome                    | Operatore | Km       | Stazioni | Inaugurazione |
| ----- | ----------------------- | --------- | -------- | -------- | ------------- |
|       | Tramvia Blau            | TMB       | 1,276 km | 1        | 1901          |
|       | Funicolare di Montjuïc  | TMB       | 0,758 km | 2        | 1928          |
|       | Funicolare del Tibidabo | TMB       | 1,152 km | 2        | 1901          |
|       | Teleferica del Montjuïc | TMB       | 0,752 km | 3        | 1970          |